# Magnus Uggla 1975–2008
Magnus Uggla 1975–2008 är en samlingsbox från 2008 av Magnus Uggla som distribuerades som fem separata CD-skivor av tidningen Expressen. De fem skivorna innehåller låtar från olika perioder av Ugglas karriär. Magnus Uggla valde själv ut tolv låtar till varje CD-skiva.
Den första skivan utkom den 7 juli 2008. Till den medföljde en samlingsbox för alla fem skivor. Låtarna på skivan representerar perioden 1975 till 1979 och albumen Om Bobbo Viking, Livets teater, Va ska man ta livet av sig för när man ändå inte får höra snacket efteråt, Vittring och Magnus Uggla Band sjunger schlagers.
Den andra skivan utkom den 14 juli 2008. Den representerar perioden 1980 till 1986 och albumen Den ljusnande framtid är vår, Välkommen till folkhemmet och Den döende dandyn.
Den tredje skivan utkom den 21 juli 2008. Den representerar perioden 1986 till 1992 och albumen Den döende dandyn, Allting som ni gör kan jag göra bättre och 35-åringen.
Den fjärde skivan utkom den 28 juli 2008. Den representerar perioden 1993 till 1999 och albumen Alla får påsar och Karaoke.
Den femte och sista skivan utkom den 4 augusti 2008. Den representerar perioden 2000 till 2008 och albumen Där jag är e're alltid bäst, Den tatuerade generationen och Pärlor åt svinen.

## Låtförteckning

### 1975–1979
1. "Varning på stan" - 4.41 (Va ska man ta livet av sig för när man ändå inte får höra snacket efteråt)
2. "Vittring" - 3.08 (Vittring)
3. "Ja just du ska va gla" - 4.29 (Va ska man ta livet av sig för när man ändå inte får höra snacket efteråt)
4. "Sommartid" - 4.43 (Livets teater)
5. "Jag skiter" - 3.24 (Va ska man ta livet av sig för när man ändå inte får höra snacket efteråt)
6. "Hallå!" - 3.08 (Om Bobbo Viking)
7. "Johnny the Rucker" - 4.50 (Magnus Uggla Band sjunger schlagers)
8. "Varit kär" - 5.31 (Va ska man ta livet av sig för när man ändå inte får höra snacket efteråt)
9. "Jag vill inte gå hit" - 3.24 (Vittring)
10. "Raggarna" - 3.13 (Om Bobbo Viking)
11. "Asfaltsbarn" - 2.32 (Vittring)
12. "Mälarö kyrka" - 3.05 (Magnus Uggla Band sjunger schlagers)

### 1980–1986
Magnus Uggla hade efter floppen i Melodifestivalen 1979 några riktigt dåliga år men kom i början av 1980-talet tillbaka till den stora publiken. Mellan åren 1980 och 1986 kom låtar som exempelvis "IQ", "Hand i Hand" och "Fula gubbar" som nådde enorma framgångar.
1. "Fula gubbar" - 4.17 (Den döende dandyn)
2. "Skandal bjotis" - 4.06 (Den ljusnande framtid är vår)
3. "Centrumhets" - 4.29 (Den ljusnande framtid är vår)
4. "IQ" - 3.31 (Välkommen till folkhemmet)
5. "Hand i hand" - 4.38 (Välkommen till folkhemmet)
6. "Trendit, trendit" - 4.29 (Den ljusnande framtid är vår)
7. "Tjena Alena" - 4.47 (Välkommen till folkhemmet)
8. "Passionsfrukt" - 4.17 (Den döende dandyn)
9. "Mitt liv" - 4.29 (Den ljusnande framtid är vår)
10. "Ge ge ge" - 3.31 (Välkommen till folkhemmet)
11. "Jag vill inte tillbaks" - 4.29 (Den ljusnande framtid är vår)
12. "Astrologen" - 3.31 (Välkommen till folkhemmet)

### 1986–1992
Om inte "IQ" räknas som en av hans största låtar så gör åtminstone "Jag mår illa” det som kom 1989. Svallvågorna efter "Jag mår illa" saknade motstycke. Förutom "Jag mår illa" så kom det under 1986-1992 även låtar som exempelvis "Joey Killer", "Baby Boom", "Dum Dum". 
1. "Jag mår illa" - 4.08 (35-åringen)
2. "Staffans matematik" - 4.53 (Den döende dandyn)
3. "Joey Killer" - 4.29  (Den döende dandyn)
4. "Baby Boom" - 5.28  (35-åringen)
5. "Varje gång jag ser dig" - 4.58  (Den döende dandyn)
6. "Livet är en fest" - 3.28 (Allting som ni gör kan jag göra bättre)
7. "Dum dum" - 5.06  (35-åringen)
8. "Häng me' på party" - 2.57 (Allting som ni gör kan jag göra bättre)
9. "Jätte-kult" - 4.49 (35-åringen)
10. "P-F" - 4.26 (35-åringen)
11. "Rumpnissar" - 5.03 (Den döende dandyn)
12. "Ska vi gå hem till dig?" - 5.08 (Allting som ni gör kan jag göra bättre)

### 1993–1999
Framgångarna för Magnus Uggla fortsatte långt in på 1990-talet. Den största hitlåten under 1990-talet var "Kung för en dag". Men även låtar som "Trubaduren" och "Mitt decennium" bidrog till framgångarna.
1. "Kung för en dag" - 3.18 (Karaoke)
2. "Dansar aldrig nykter" - 3.38 (Alla får påsar)
3. "Pom pom" - 3.37 (Karaoke)
4. "4 sekunder" - 4.05 (Alla får påsar)
5. "Trubaduren" - 5.13 (Alla får påsar)
6. "Jag vill" - 3.44 (Karaoke)
7. "Jånni Balle" - 3.11 (Alla får påsar)
8. "Visa" - 3.41 (Karaoke)
9. "Mitt decennium" - 4.33 (Alla får påsar)
10. "Victoria" - 4.16 (Alla får påsar)
11. "Utan dig" - 3.56 (Karaoke)
12. "1:a gången" - 3.15 (Alla får påsar)

### 2000–2008
De flesta låtar under 1980-talet och 1990-talet hade nått enorma framgångar. Mellan åren 2000 och 2008 kom också låtar som blev enorma framgångar, där bland annat "Pärlor åt svin", "Värsta grymma tjejen", "Vild och skild" ingår.
1. "Efterfest" - 4.17 (Den tatuerade generationen)
2. "Nitar och läder" - 4.01 (Där jag är e're alltid bäst)
3. "Värsta grymma tjejen" - 3.06 (Den tatuerade generationen)
4. "Hotta brudar" - 3.06 (Där jag är e're alltid bäst)
5. "Pärlor åt svin" - 4.08 (Pärlor åt svinen)
6. "Stockholms heta nätter" - 3.34 (Där jag är e're alltid bäst)
7. "24 timmar" - 3.46
8. "Vild och skild" - 3.23 (Pärlor åt svinen)
9. "Nu har pappa laddat bössan" - 3.56 (Den tatuerade generationen)
10. "För kung och fosterland" - 3.01 (Pärlor åt svinen)
11. "Stans värsta plåster" - 2.45 (Den tatuerade generationen)
12. "Du och jag mot hela världen" - 4.11 (Pärlor åt svinen)